# سیارک ۷۸۵۷
سیارک ۷۸۵۷ (به انگلیسی: 7857 Lagerros، نامگذاری:1978QC3) هفت هزار و هشتصد و پنجاه و هفتمین سیارک کشف شده‌است که در ۲۲ اوت ۱۹۷۸ کشف شد.
قدر مطلق سیارک برابر ۱۲٫۳۰ است.